# Аркуша Павло Дем'янович
Павло Дем'янович Аркуша (1907 — ?) — український радянський державний діяч, начальник Рівненського обласного управління сільського господарства.

## Життєпис
Член ВКП(б). Освіта вища.
У серпні 1944 — липні 1950 року — начальник Ровенського обласного земельного відділу (управління сільського господарства).
31 липня 1950 — 16 грудня 1955 року — 1-й заступник голови виконавчого комітету Ровенської обласної ради депутатів трудящих.
16 грудня 1955 — 1958 року — начальник Ровенського обласного управління сільського господарства.
Подальша доля невідома.

## Нагороди та звання
- два ордени Трудового Червоного Прапора (23.01.1948, 26.02.1958)
- медалі